# Ajnala
Ajnala is een nagar panchayat (plaats) in het district Amritsar van de Indiase staat Punjab. 

## Demografie
Volgens de Indiase volkstelling van 2001 wonen er 18.602 mensen in Ajnala, waarvan 55% mannelijk en 45% vrouwelijk is. De plaats heeft een alfabetiseringsgraad van 68%. 

#### Shaheedan da Khu

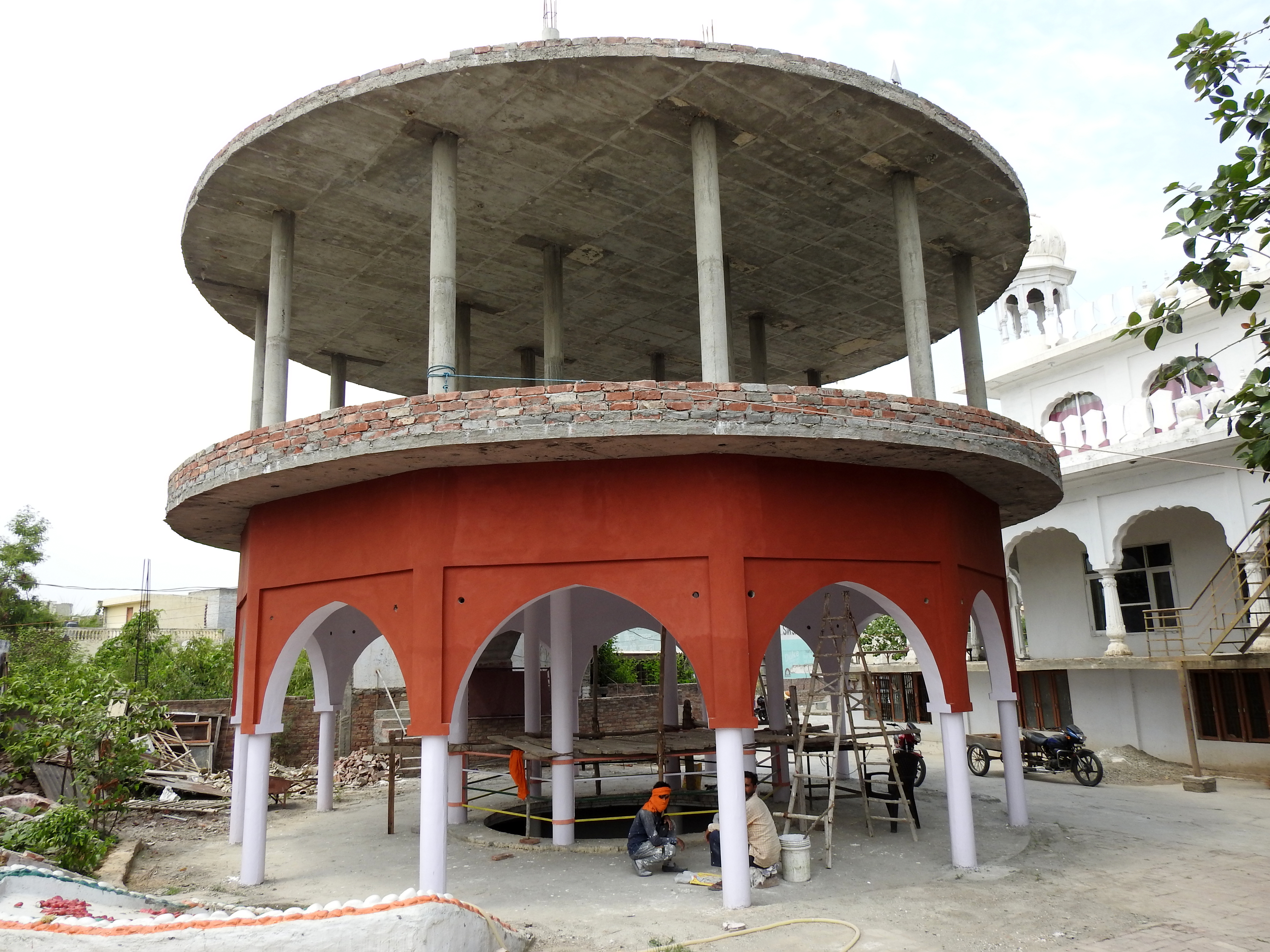
Memorial of Kalianwala Khu ( Black well) or Shaheedan da Khu under construction
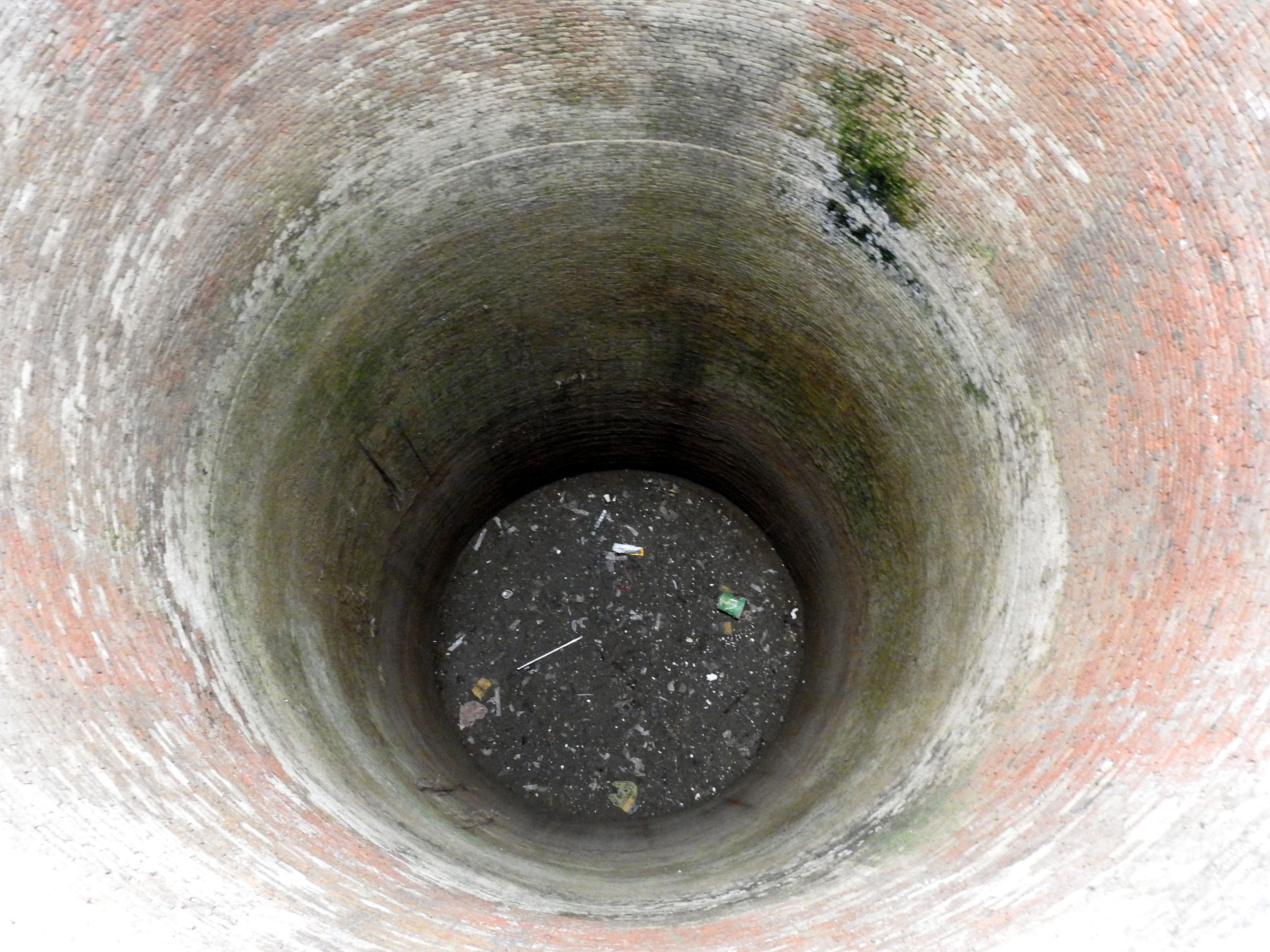
Kalianwala Khu ( Black well) or Shaheedan da Khu ,Ajnala

#### Old Tehsil, Ajnala
Old Tehsil, Ajnala is part of List of State Protected Monuments in Punjab, India and at S-PB-4.	

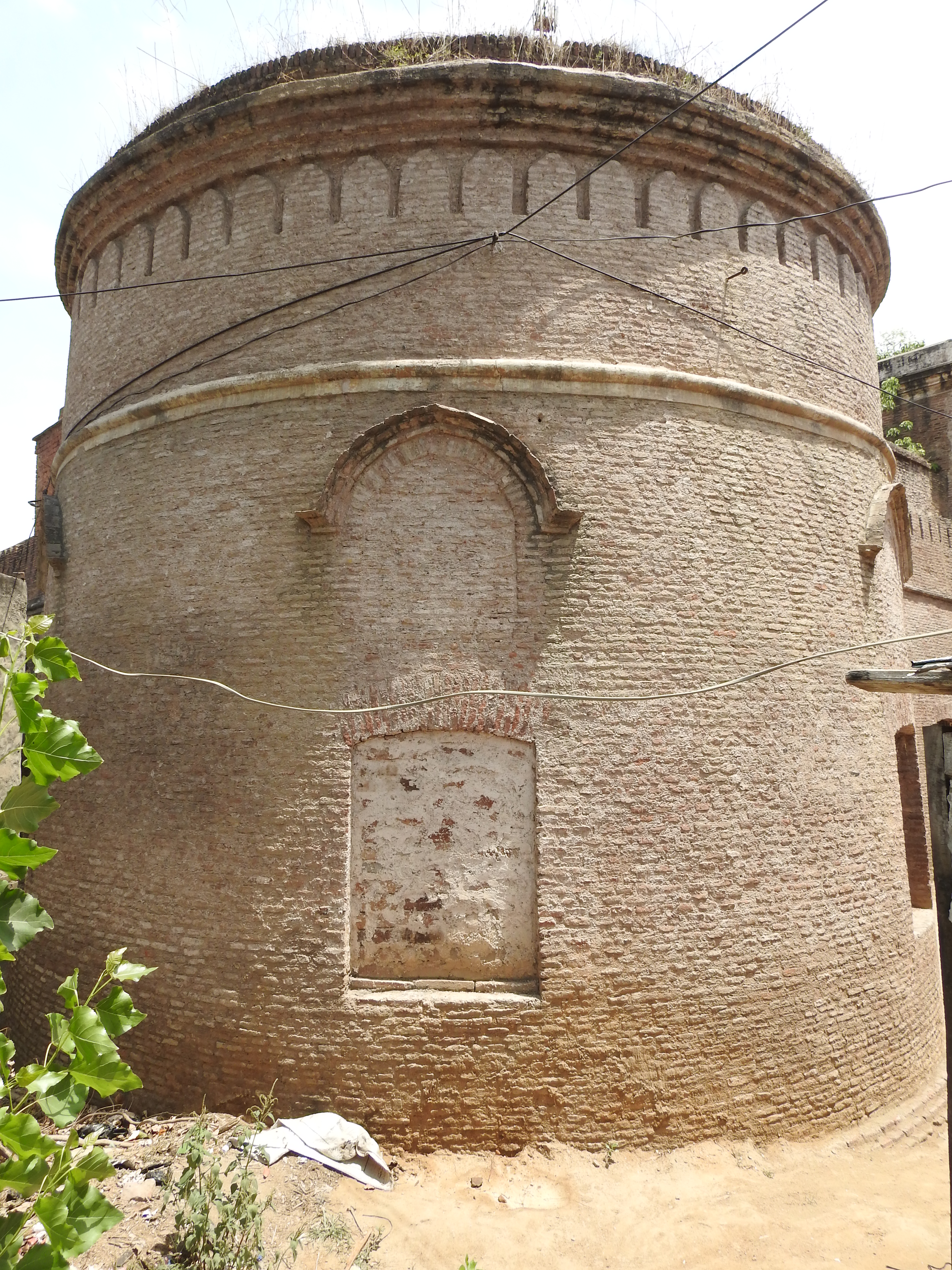
Piller from entrance
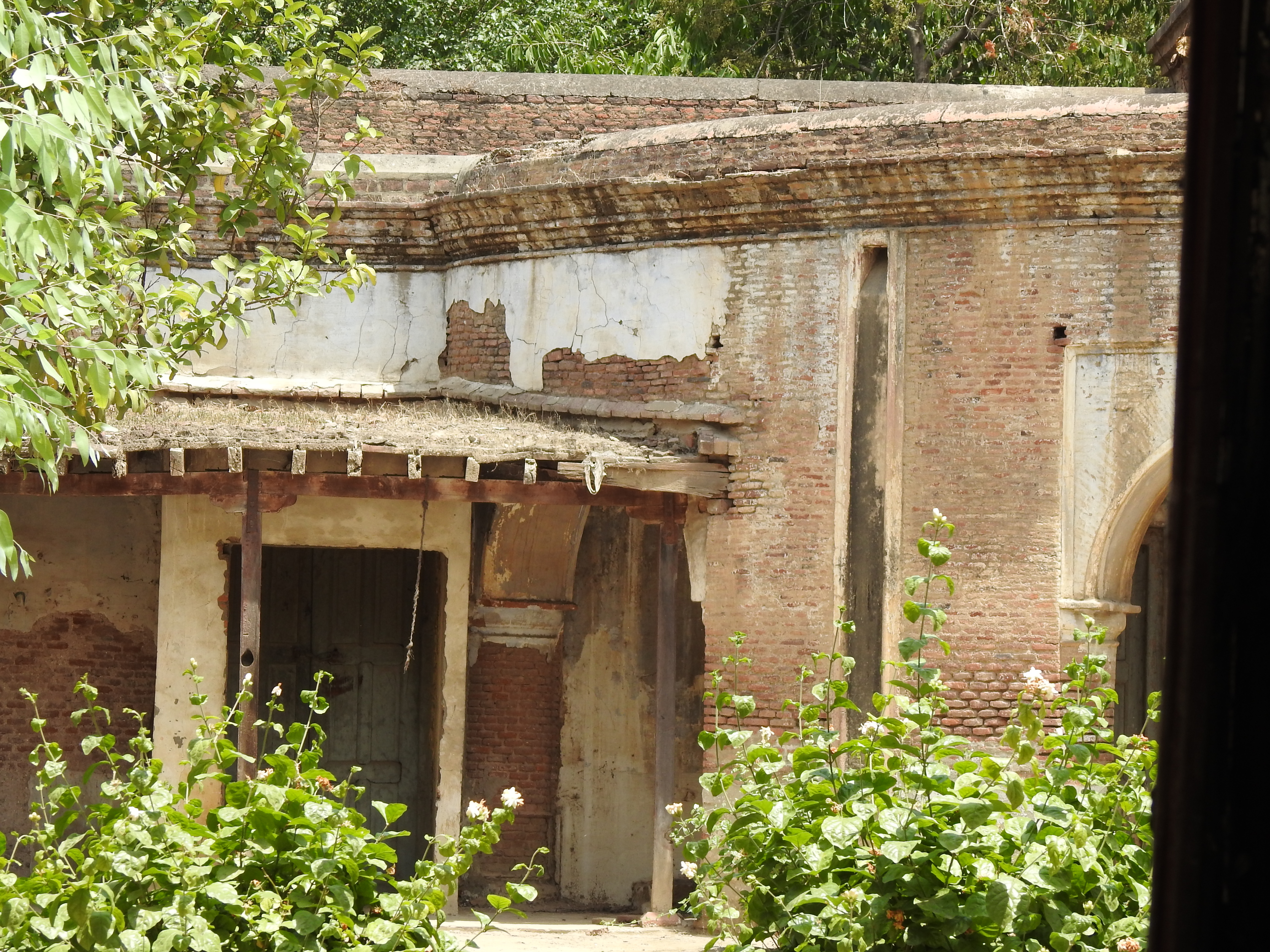
inner view
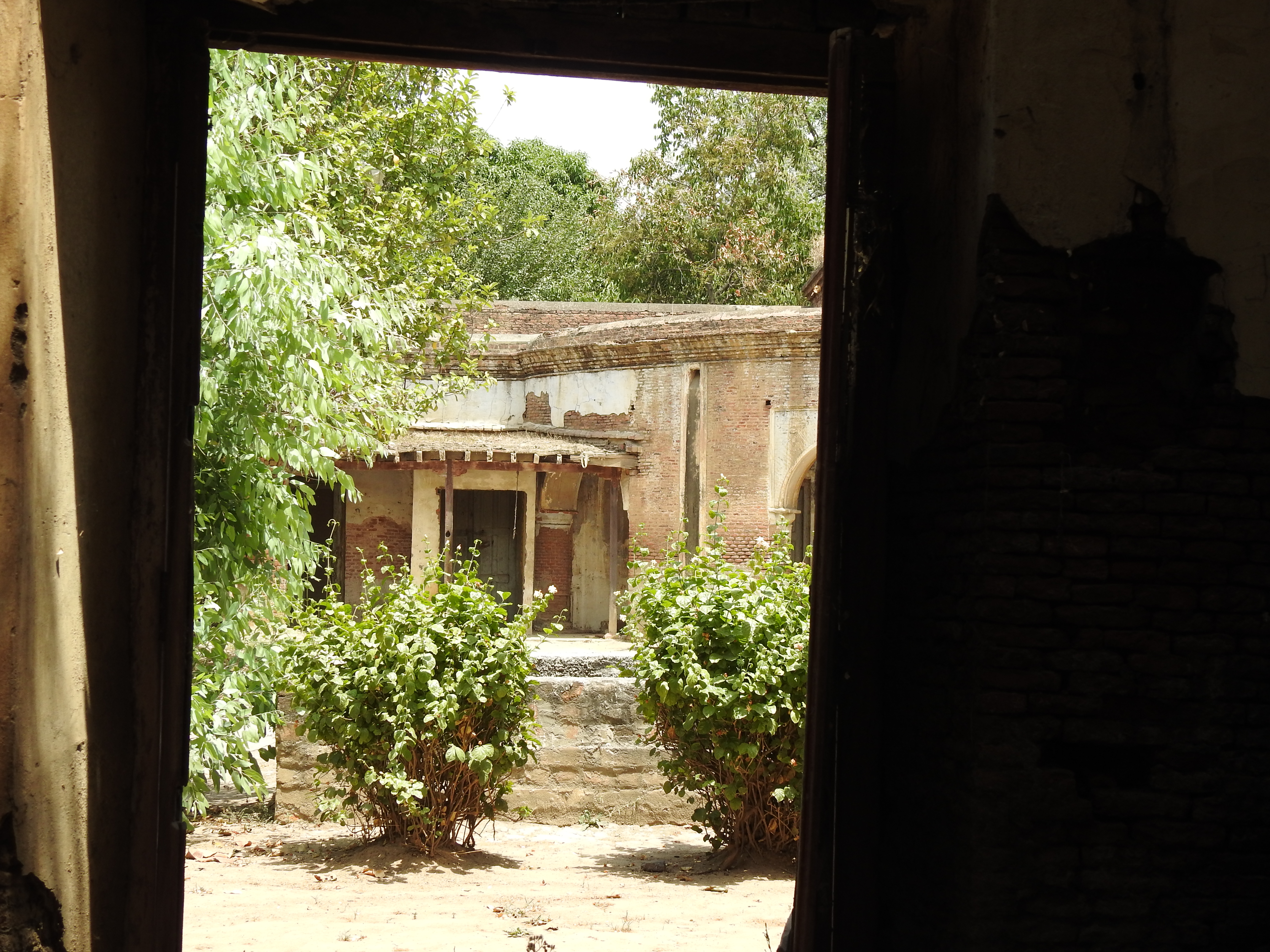
inner view
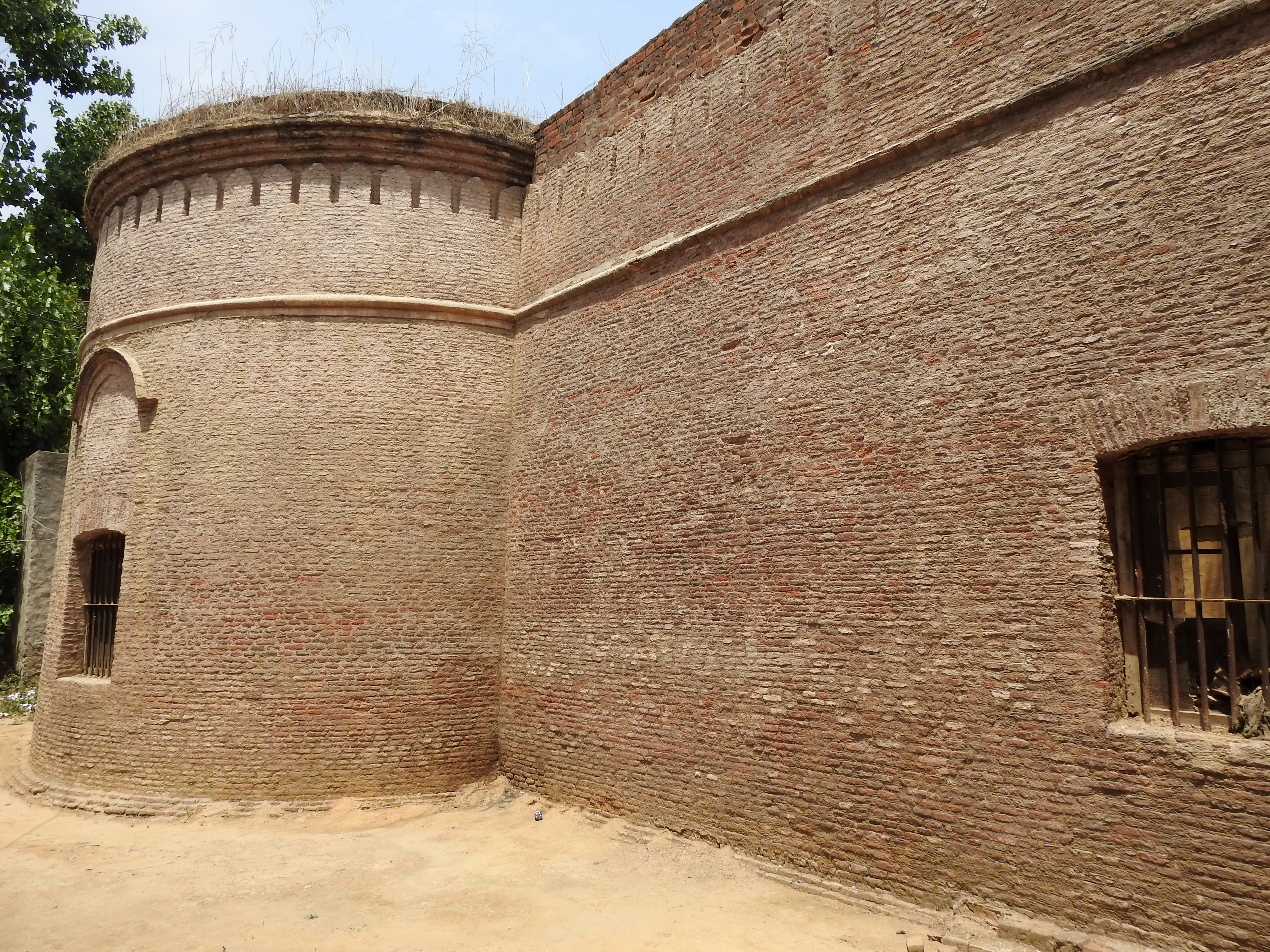
Piller and main boundry wall from entrance
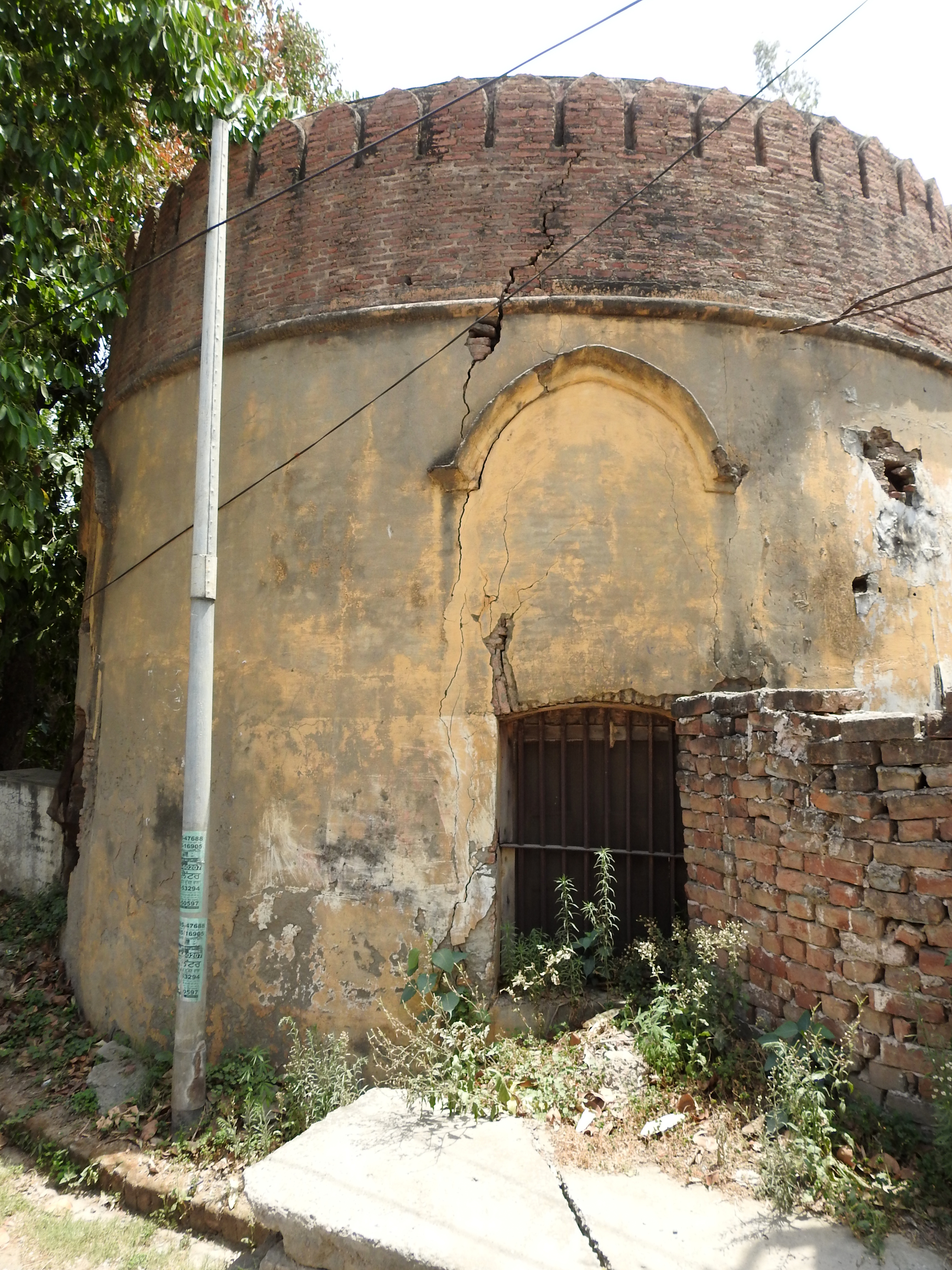
outer left piller from main enterance
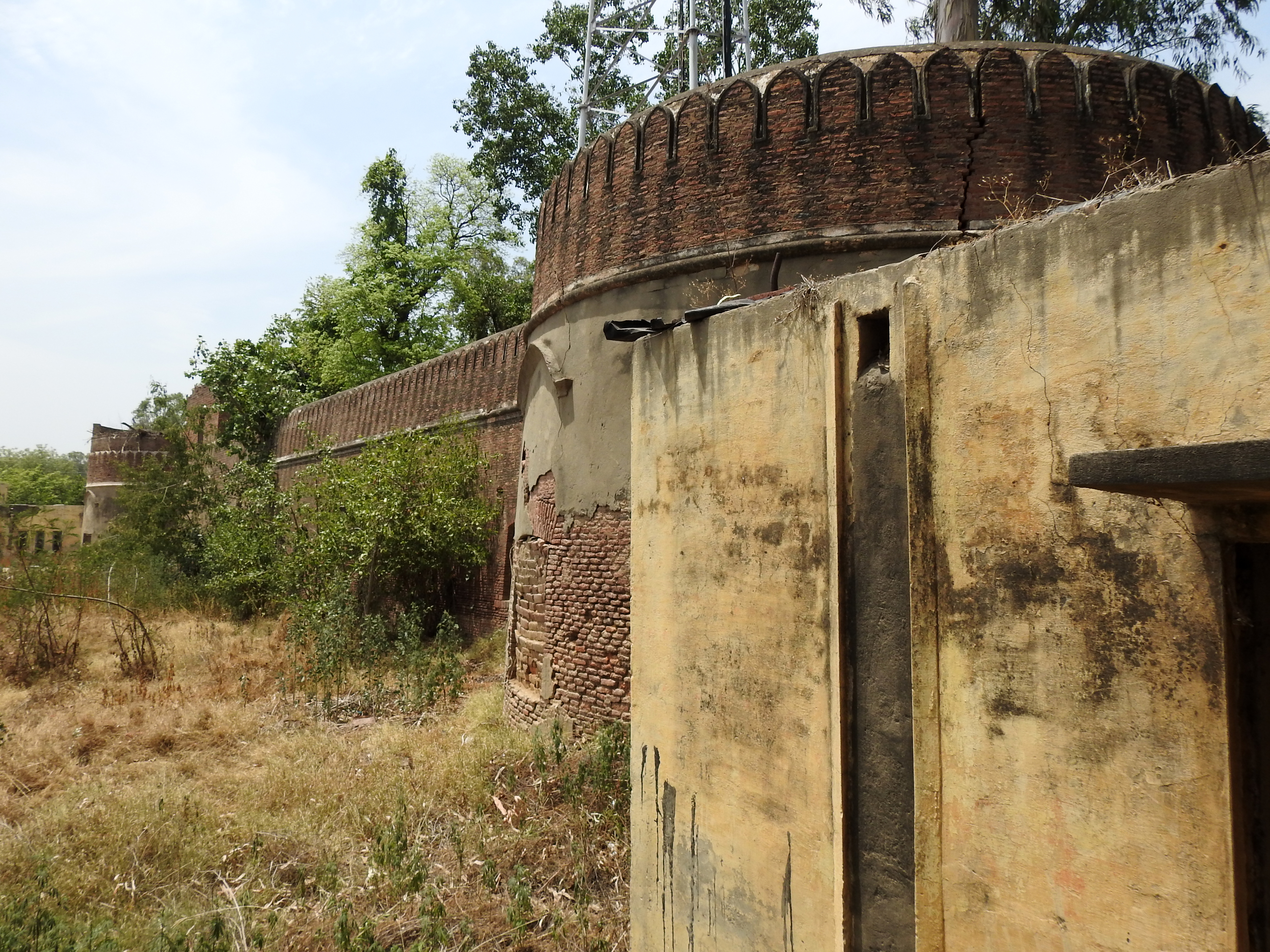
outer piller and boundry wall